# Tetranchyroderma canariense
Tetranchyroderma canariense is een buikharige uit de familie Thaumastodermatidae. Het dier komt uit het geslacht Tetranchyroderma. Tetranchyroderma canariense werd in 2003 voor het eerst wetenschappelijk beschreven door Todaro, Ancona, Marzano, Gallo-D'Addabbo & De Zio-Grimaldi. 